# بال فيشر
بال فيشر (بالمجرية: Fischer Pál)‏ (و. 1966  م) هو لاعب كرة قدم، من المجر، ولد في بودابست، يلعب كمهاجم.

## روابط خارجية
- بال فيشر على موقع قاعدة بيانات كرة القدم.إي يو (الإنجليزية)
- بال فيشر على موقع ناشيونال فوتبول تيمز (الإنجليزية)
- بال فيشر على موقع عالم كرة القدم.نت (الإنجليزية)